# Майстренко, Валерий Николаевич
 Валерий Николаевич Майстренко (8 сентября 1947 — 17 мая 2023) — советский и российский химик, член-корреспондент Академии наук Республики Башкортостан (2006), доктор химических наук (1990), профессор (1992), заслуженный деятель науки Республики Башкортостан (2001).

## Биография
Валерий Николаевич Майстренко родился 8 сентября 1947 года в д. Новиковка Аургазинского района БАССР.
В 1970 году окончил Башкирский государственный университет (ныне Уфимский университет науки и технологий).
Место работы: с 1975 по 1996 год — ассистент, старший преподаватель, доцент, профессор, заведующий кафедрой, декан химического факультета БГУ; с 1996 г. — директор научно-исследовательского института безопасности жизнедеятельности РБ; Соросовский профессор; Стипендиат стипендии Президента РФ для выдающихся учёных России. Эксперт фонда Сороса по проблемам загрязнения окружающей среды. С 1996 года — директор Научно-исследовательского института безопасности жизнедеятельности РБ.
Научное направление работы Майстренко: аналитическая экология. Он разработал методы определения токсичных металлов, диоксинов и других органических соединений в природных и промышленных объектах; высокоэффективных электрохимических соединений в природных средах; провёл оценку загрязнения территорий и предприятий хлорорганического синтеза диоксинами и разработку технологических решений по уменьшению их поступления в окружающую среду; районирование территорий субъекта федерации по степени опасности от природных и техногенных катастроф.
Валерий Николаевич возглавлял Научный совет по аналитической химии УрО РАН, Научный совет по экологии и природопользованию АН РБ, республиканские программы «Диоксин», «Экология Башкортостана», «Предупреждение и ликвидация последствий чрезвычайных ситуаций». Главный редактор журнала «Башкирский экологический вестник» (с 1998 г.).
Учениками Майстренко В. Н. являются 2 доктора и 17 кандидатов наук.
Ушёл из жизни 17 мая 2023 г. Гражданская панихида прошла в Уфе 20 мая 2023 г.

## Труды
Майстренко Валерий Николаевич — автор более 300 научных работ, в том числе 7 монографий, 12 патентов и авторских свидетельств
- Основы современного электрохимического анализа. — М.: Мир, 2003 (соавтор).
- Эколого-аналитический мониторинг стойких органических загрязнителей. — М.: БИНОМ, 2004 (соавтор).
- Модифицированные электроды для вольтамперометрии в химии, биологии и медицине. — М.: БИНОМ, 2009.

## Награды и звания
- Заслуженный деятель науки и техники РБ (2001).